# Crocidura zimmermanni
Crocidura zimmermanni är en däggdjursart som beskrevs av Wettstein 1953. Crocidura zimmermanni ingår i släktet Crocidura och familjen näbbmöss. IUCN kategoriserar arten globalt som sårbar. Inga underarter finns listade i Catalogue of Life.
Artepitet i det vetenskapliga namnet hedrar den tyska zoologen Klaus Zimmermann.
Arten förekommer endemisk på den grekiska ön Kreta. Den lever där i bergstrakter och besöker ibland öns låga delar. Crocidura zimmermanni vistas främst i öppna landskap.